# Hochtaunuskreis
Hochtaunuskreis er en Landkreis i regierungsbezirk Darmstadt i den tyske delstat Hessen.  
Den grænser til følgende landkreise: Schwalm-Eder-Kreis i nord, Hersfeld-Rotenburg i nordøst, Fulda i øst, Main-Kinzig-Kreis og Wetteraukreis i syd, Gießen i vest og Marburg-Biedenkopf i nordvest.
Bad Homburg vor der Höhe fungere som administrationsby.

## Byer og kommuner
Kreisen havde 236564  indbyggere pr.  2018-12-31

| Byer | Kommuner                                                                                     |  |
| --- | -------------------------------------------------------------------------------------------- |  |
| 1. Bad Homburg v. d. Höhe 54248 2. Oberursel (Taunus) 46248 3. Friedrichsdorf 25194 4. Kronberg im Taunus 18311 5. Königstein im Taunus 16648 6. Neu-Anspach 14618 7. Usingen 14505 8. Steinbach (Taunus) 10682 | 1. Wehrheim 9468 2. Schmitten 9433 3. Weilrod 6442 4. Glashütten 5392 5. Grävenwiesbach 5375 |  |